# 経営学研究科
経営学研究科（けいえいがくけんきゅうか、英称：The Graduate School of Business Administration）は、日本の大学院研究科のうち、経営学に関する高度な教育・研究を行う機構の1つである。具体的な研究分野については経営学部も参照。

## 概要
多くの大学で経済学部または経営学部の上に設置されている。博士前期課程（修士課程）および博士後期課程（博士課程）、あるいはそれに相当する課程で構成される。
学位は、修士課程は修士（経営学）を、博士課程は博士（経営学）を修めることができ、他は、それに相当する専攻名称等に応じた学位を修める。（「経営管理修士（専門職）」も含め、日本版MBAと包含した概念で指し示されることがある。）
また隣接する学位記名として、専門職学位課程を修めた場合の「経営管理修士（専門職）」という学位記がある。これは、英米圏の専門職学位である経営学修士（英称：Master of Business Administration、略称：MBA）に相当する。こちらは、経済学的な領域からのアプローチとされる。
同じく、専門職学位課程を修めた場合に「技術経営修士（専門職）」（英称：Master of Management of Technology）という学位記名も併存しているので注意されたい。こちらは、工学的な領域からのアプローチとされる。

## 経営学研究科を置く大学

### 国立
- 神戸大学大学院経営学研究科（1953年度～）

### 公立
- 東京都立大学（2018年度〜）
- 大阪市立大学（1953年度～）
- 兵庫県立大学大学院（博士後期課程のみ）

（1971年度～（前身の神戸商科大学から））

### 私立
| 北海道・東北 - 北海学園大学（2000年度～） - 石巻専修大学（1993年度～） - 東北学院大学（2009年度～）（修士課程のみ。） 関東 - 作新学院大学（1993年度～） - 白鷗大学（1999年度～） - 埼玉学園大学（2010年度～） - 城西大学（2003年度～） - 東京理科大学大学院経営学研究科（1997年度～） - 青山学院大学（1970年度～） - 桜美林大学（2009年度～） - 学習院大学（1978年度～） - 国士舘大学（1997年度～） - 駒澤大学（1973年度～） - 目白大学（2009年度～） - 大東文化大学（2003年度～） - 高千穂大学（1996年度～） - 東京経済大学（1984年度～） - 東京富士大学（2008年度～） - 東洋大学（2006年度～） - 文京学院大学（1997年度～） - 法政大学（1992年度～） - 明治大学大学院経営学研究科（1959年度～） - 立教大学大学院経営学研究科（2006年度～） 2006年に経済学研究科 経営学専攻から改組 - 立正大学（1998年度～） - 神奈川大学（1995年度～） - 専修大学大学院（1975年度～） | 中部 - 朝日大学（1995年度～） - 岐阜経済大学（2001年度～） - 愛知大学（1977年度～） - 愛知学院大学（1993年度～） - 中京大学（1995年度～） - 東海学園大学（2000年度～） - 名城大学（2001年度～） 近畿 - 立命館大学（1966年度～） - 京都学園大学（1995年度～） - 龍谷大学（1982年度～） - 追手門学院大学（2006年度～） 経済学研究科経営学専攻から改組 - 大阪経済大学（2003年度～） - 桃山学院大学（1993年度～） - 兵庫県立大学（1965年度～） 前身の神戸商科大学より 中国・四国・九州 - 福山平成大学（2000年度～） - 高松大学（2000年度～） - 松山大学（1979年度～） - 西南学院大学（1972年度～） - 日本経済大学（2012年度～） ただし、大学院の設置場所は東京都渋谷区 |

## 経営学研究科と類似する研究科名称
国立
- 一橋大学大学院経営管理研究科

公立
- 高崎経済大学大学院 経済・経営研究科
- 福井県立大学大学院 経済・経営学研究科
- 静岡県立大学大学院 経営情報イノベーション研究科
- 兵庫県立大学大学院 経営研究科（経営専門職専攻）

私立
- 北海道情報大学大学院 経営情報学研究科
- 富士大学大学院 経済・経営システム研究科
- 上武大学大学院 経営管理研究科
- 城西国際大学大学院 経営情報学研究科
- 東洋学園大学大学院 現代経営研究科
- 成蹊大学大学院 経済経営研究科
- 亜細亜大学大学院 アジア・国際経営戦略研究科
- 多摩大学大学院 経営情報学研究科
- 慶應義塾大学大学院経営管理研究科
- 松蔭大学大学院 経営管理研究科
- 国際大学大学院 国際経営学研究科
- 金沢学院大学大学院 経営情報学研究科
- 金沢星稜大学大学院 経営戦略研究科
- 愛知工業大学大学院 経営情報科学研究科
- 中部大学大学院 経営情報学研究科
- 豊橋創造大学大学院 経営情報学研究科
- 名古屋商科大学大学院 経営情報学研究科
- 名古屋学院大学大学院 経済経営研究科
- 大阪経済大学大学院 経営情報研究科
- 大阪国際大学大学院 経営情報学研究科
- 大阪産業大学大学院 経営・流通学研究科
- 摂南大学大学院 経営情報学研究科
- 関西学院大学大学院 経営戦略研究科
- 四国大学大学院 経営情報学研究科
- 九州情報大学大学院 経営情報学研究科
- 立命館アジア太平洋大学大学院 経営管理研究科
- 早稲田大学大学院経営管理研究科

## 経営学を専攻できる他の研究科名称
国立
- 北海道大学大学院経済学研究科 現代経営専攻
- 東北大学大学院経済学研究科 経済経営専攻
- 茨城大学大学院 人文科学研究科 地域政策専攻 経済学・経営学コース
- 横浜国立大学大学院 国際社会科学府（旧・国際社会科学研究科）経営学専攻
- 新潟大学大学院 経済学研究科 経営学専攻
- 名古屋大学大学院経済学研究科 産業経営システム専攻
- 滋賀大学大学院 経済学研究科 経営学専攻
- 和歌山大学大学院 経済学研究科 経営学専攻
- 大阪大学大学院経済学研究科 経営学系専攻
- 埼玉大学大学院 人文社会科学研究科 経済経営専攻
- 筑波大学大学院 ビジネス科学研究科 経営システム科学専攻
- 岡山大学大学院 社会文化科学研究科 組織経営専攻
- 九州大学大学院経済学府 産業マネジメント専攻

公立
- 横浜市立大学大学院 国際マネジメント研究科 国際マネジメント専攻
- 名古屋市立大学大学院 経済学研究科 経営学専攻

私立
- グロービス経営大学院大学
- 成城大学大学院 経済学研究科 経営学専攻
- 関東学院大学大学院 経済学研究科 経営学専攻
- 神戸学院大学大学院 経済学研究科 経営学専攻
- 大阪工業大学大学院 知的財産研究科 知的財産専攻（経営学）
- 帝京大学大学院 経済学研究科 経営学専攻
- 広島修道大学大学院 商学研究科 経営学専攻

## 大学院大学
- グロービス経営大学院大学 経営研究科
- SBI大学院大学 経営管理研究科

## 進路
経営学は多くの資格試験や公務員採用試験の受験科目となっている。下記に代表的な事例を記載する。

### 資格試験
- 公認会計士・監査審査会が行う国家試験である公認会計士試験の受験科目である。

### 公務員採用試験
- 準キャリアと位置付けられている財務専門官採用試験の受験科目である。
- 国税専門官採用試験の受験科目である。税務大学校での研修を経て国税専門官となる。国税専門官は勤務年数等の条件を充足すると税理士資格が付与される。